# Essenpas
Het kasteel Essenpas was gelegen tussen de Nederlandse dorpen Bemmel en Haalderen, provincie Gelderland. Anno 2022 maakt de voormalige kasteellocatie deel uit van de Bemmelse wijk Essenpas.

## Geschiedenis
De oudste vermelding dateert uit 1402. In dat jaar droeg Geertruid van Doornik het goed ‘den Hoff to Haelderen’ op aan de hertog van Gelre. Haar dochter Mechteld werd vervolgens met het goed beleend. Het is niet duidelijk of er toen al een huis stond.
In 1422 kreeg Willem van Poelwijk allodiale goederen te Haalderen in bezit. Twee jaar later kwam daar de belening bij van het kasteel, dat kennelijk kort daarvoor was gebouwd. Via Arnt van Poelwijk kwam het in 1453 in handen van Hendrik Mom.
Werner van Horssen werd in 1561 beleend met het huis. Zijn erfgenamen verkochten in 1576 het huis aan Gerrit Vaeck. In de belening aan Vaeck komt de naam Essenpas voor het eerst voor. Gerrits zuster Margriet erfde de Essenpas en liet het in 1627 na aan haar dochter Henrica Millinck, die was getrouwd met Jan van Braeckel. Deze Van Braeckel zorgde er in 1662 voor dat het huis werd overgedragen aan de predikant Johannes Puttenius. Zijn kleinzoon Roeleman deed het leen in 1735 over aan Johanna Margareta Vermeer.
De Essenpas wisselde vervolgens diverse keren van eigenaar. De families Smits en De Raadt hielden het vanaf 1761 tot eind 19e eeuw opeenvolgend in bezit. 
In de 19e eeuw is het kasteel afgebroken en werden de grachten gedempt met het slooppuin. Ter vervanging werd er een boerderij gebouwd. In de Tweede Wereldoorlog is deze boerderij verwoest. Herbouw volgde, maar in de jaren 90 is ook deze boerderij afgebroken.
Archeologisch onderzoek in de jaren 1977-2001 bracht bouwresten aan het licht uit de 17e tot de 20e eeuw.
Op het voormalige kasteelterrein zijn woningen en appartementen gebouwd, waarbij rekening is gehouden met de contouren van het omgrachte kasteelcomplex. De oprijlaan vanaf de Oudewei (een aftakking van de Waaldijk) is bewaard gebleven. Het gebied maakt deel uit van de woonwijk Essenpas.

## Beschrijving
De hoofdburcht stond op een terrein van 55 bij 60 meter in de noordoosthoek van het 112 bij 114 meter grote kasteelterrein. Rondom het kasteel lag een gracht van acht meter breed.
De enige afbeelding van de Essenpas dateert uit de 19e eeuw en toont een hoog zaalvormig gebouw. Tegen de achterzijde van het kasteeltje was een boerderij aangebouwd. 

### Kapel
Op 150 meter ten zuiden van het kasteel zijn de resten gevonden van een kapel uit de late middeleeuwen. In oude documenten wordt gesproken van een kerk die stond op de gronden van de Essenpas. Mogelijk was deze kapel als een eigenkerk verbonden aan het kasteel. Op de locatie van de kapel is anno 2022 een speelplaats gelegen.
Aalst · Aardenburg · Acquoy · Aerdt · Agistaldaburg · Ahof · Aldenhaag · Aller · Ambe · Ammersoyen · Ampsen · Andelst · Angeroyen · Appelburg · Appelse walburg · Appeltern · Arler · Baak · Babberich · Baer · Baerle · Bakerbosch · Balgoij · Barlham · Batenburg · Beek · Beerenclaauw · Bemmel · Bevervoorde · Bergh · Biljoen · Bingerden · Blankenborg (Laren) · Blankenborg · Blauwe Huis · Blokhuis (Ravenswaaij) · Boelenham · Boetselaersborg · Borculo · Boswaai · Brakel · Den Brakel · Den Bramel · Bredevoort · Broekhuizen · Bronkhorst · Bruchem · Bruinhorst · Brunsberg · Bulkestein · Bunswaard · Burcht van Tiel · Buren · De Buurse · Byland · Byvanck · Caetshage · Camphuysen · De Cannenburch · de Cloese · Coldenhove · Culemborg · Dedinckweerd · Delwijnen · Didam · Diepenbroek · Hof te Dieren · Huis Dijck · Dikke Tinne · Doddendaal · Dodewaard · Doornenburg · Doornik · Doorwerth · Dooyenburg · Dorth · Doseburg · Drakenburg · Dreumel · Druten · Duivelshuis · Eerbeek · De Ehze · Elburg · Eldrik · Emmerik · Engelenburg · Groot Engelenburg · Engelrode · Enghuizen · Enspijk · De Essenburgh · Essenpas · Est · Fokkinck · Gameren · Geerestein · Geldermalsen · De Gelderse Toren · Geldersweerd · Gellicum · Gendt · Gennepestein · Glindhorst · Goudenstein · ‘s-Grevenhoef · Groot Hell · Groenlo · Groesbeek · Huis te Groesbeek · Grunsfoort · Gulden Spijker · Hackfort · Hackforts Veenhuis · Hagen · Hagevoort · Hamerden · Hanepol · Harreveld · Harslo · Hassink · Het Haveke · Hedel · Heeckeren · De Heegh · Hees · De Heest · Hellouw · Hemmen · Hernen · Motte van Hernen · Heumen · Heusden · Hoekelum · Hoekenburg · De Hoeve · De Hof · Hof d'Ooy · Hof van Arkel · Huis het Holt · Holthuis · Het Holtslag · Ter Horst · Houberg · St. Hubertus · Huissen · Hulhuizen · Hulkestein · Hulsen · Hunneschans bij De Duno · Hunneschans bij Uddel · Jonker Bloo · 't Joppe · De Kamp · Karssenberg · Kemnade · Keppel · Kermestein · Kernhem · Kervel · Kiefskamp · De Kinkelenburg · Klein Enghuizen · Kleverburg · Kortenhoeve · Laag Helbergen · Lakenburg · Landfort · Langen · Latenstein · De Lathmer · Lathum · Ter Lede · Leegpoel · Leemcuyl · Leeuwen · Leeuwenbergh · Lensenburg · Lent · Leur · Leuvenum · Leyenburg · Lichtenvoorde · Lievenstein · Loenen · Loevestein · Loil · Loowaard · Luynhorst · Hof te Maasbommel · Magerhorst · Malburgen · Malderburcht · Malsen · Manhorst · Marhulsen · De Marsch · Marveld · Mathena · Maurik · Medel · Medestein · 't Medler · Meinerswijk · De Mellard · Mensink · Mergelp · Meteren · 't Meyerink · Middachten · Millingen · Mussenberg · Nagelhorst · Nederhagen · Nederhemert · Neerijnen · Huis Neerijnen · De Nesch · Nettelhorst · Nieuwe Blokhuis ·  Nijburg · Nijenbeek · Old Putten · Notenstein · Nye Huis · Olde Spijker · Oldenaller · Oldenhof (Driel) · Oldenhof (Heteren) · De Ooij · Oolde · Oud Oolde · Oosterhout · Ophemert · Opijnen · Oud Ampsen · Oude Blokhuis · Het Oude Loo · Oude Voorst · Oudenborch · Oud-Wisch · Huis te Overasselt · Overeng · Overhagen · Overlaar · 't Oye · Palmestein · De Parck · Persingen · Plekenpol · Ploen · Pluimenburg · Poederoijen · Poelwijck · Poelwijk · De Pol (Dreumel) · Huis de Poll (Huis te Gietelo) · De Poll (Huissen) · Pollenbering · Pollenstein · Puttenstein · Het Raasink · Ravenhorst · De Rees · Ressen · Reuversweerd · Reygersfoort · Rhijnestein · Huis Rijswijk · Rode Toren · Roode Wald · Rosande · Rosendael · Rossum · Rumpt · Ruurlo · Rijsselt · Schadewijk · Schaffelaar · Scherpenzeel · Schoonbroek · Schoonderbeek · Schoonenburg · Schuilenburg · Schuilkerke · Hof te Seelbeek · Sevenaer I · Sevenaer II · Sinderen (Oude IJsselstreek) · Sinderen (Voorst) · Slangenburg · Sleeburg · Slimsijp · De Snor · Soelen · Spaansweerd · Spaldorp · Spijk · Staverden · Sterkenburg · Swanepol · Tarthorst · Teisterbant (Kerk-Avezaath) · Teisterbant (Kerkdriel) · Ter Dicke · Tolhuis · Tolhuis (Tiel) · Tollenburg · Tongerlo · Toren van Wely · Tuil · Ubbergen · Uilenburg (Ewijk) · Uilenburg (Heteren) · Ulenpas · Ulft · Upladen · Valburg · Valkhofburcht · Valkhofpalts · Vanenburg · Varik · Hof te Varsseveld · 't Velde · Velhorst · Verwolde · Vierakker · De Voorst · Voorstonden · Vorden · Vosbergen · Vredenburg · Vredestein (Driel) · Vredestein (Ravenswaaij) · Vuren · Waardenburg · Waddestein · Wadenoijen · Waede · Wageningen · Walfort · 't Waliën · De Wardt · Watergoor · Watermeerwijk · Wayenstein (Huis te Herwijnen) · Well (Huis van Malsen) · Weijenrade · Westenburg · Westerholt · Weurt · De Wiersse · Wijenburg (Echteld) · De Wildenborch · De Wildt · Wilp · Wilperhorst · Winssen · Wisch · Wychen · Wolfswaard · Woolbeek · Yrst · IJzendoorn · Zeeland · Zilveren Spijker · Zuilichem · Zwaluwenburg · Zwanenburg (Heerde) · Zwanenburg (Megchelen)